# Conseiller technique des activités physiques et sportives
Les conseillers techniques des activités physiques et sportives (CTAPS) exercent dans les collectivités territoriales et ne sont présents que dans les communes de plus de 10 000 habitants.
Ils assurent la responsabilité de l'ensemble des activités physiques de la commune. Ils conçoivent les programmes des activités physiques et sportives à partir des orientations définies par les autorités. Ils assurent l'encadrement administratif, technique et pédagogique des activités physiques et sportives et conduisent et assurent la responsabilité et les actions de formations.